# 松島聡
松島 聡（まつしま そう、1997年〈平成9年〉11月27日 - ）は、日本のアイドル、歌手、俳優、タレント。男性アイドルグループ・timeleszのメンバー。愛称は、聡ちゃん。
静岡県島田市出身。STARTO ENTERTAINMENT所属。

## 来歴
姉が見ていたHey! Say! JUMPのライブDVDに感動して「この世界に行きたい！」と思い、小学5年生の時にジャニーズ事務所に履歴書を送るが、返事がもらえず、中学生になってから再度履歴書と自分の思いを書いた手紙を送り、オーディションに呼ばれる。2011年2月、13歳で入所。同年9月29日、Sexy Zoneの結成とともに、11月にCDデビューすることが発表される。
2014年5月5日、Sexy Zoneの春のコンサートツアー横浜公演でSexy Zoneの弟分ユニット・Sexy 松の結成を発表。メンバーは松島聡、松倉海斗、松田元太の全員“松”がつく3人となっている。
2015年12月発売のシングル「カラフル Eyes」から再びSexy Zoneとして活動を再開。
2016年8月、「Johnnys' Summer Paradise 2016」内で初めてマリウス葉とペアでコンサートを行う（全6公演）。
2017年10月、『世にも奇妙な物語 ’17秋の特別編』短編作品「交換」でドラマ初出演にして初主演を務める。
2018年11月28日、突発性パニック障害の療養のため活動を休止することを発表。
2020年8月12日、活動の再開を発表。9月12日、日本テレビ系大型音楽特番『THE MUSIC DAY』で復帰後初のテレビ出演を果たし、休養中4人体制で発売されたSexy Zoneの18枚目のシングル『RUN』を5人で初披露した。
2022年4月、突発性難聴で芸能活動休養を発表した八乙女光（Hey! Say! JUMP）が主演予定だった舞台『こどもの一生』の代役として舞台単独初主演を果たす。
2024年1月9日、個人公式Instagramを開設した。

## 人物
幼いころに母親が他界したため、父親に男手一つで育てられた。8歳上の姉がおり、高校入学と同時に上京した際には同居して生活をサポートしてくれていたという。また、2019年の療養時からフレンチブルドッグの「ビス」こと「ビスケット」を飼っている。
絵を描くことが得意で、『24時間テレビ41』チャリティーTシャツのバックプリントのメインデザインを担当した。また、Sexy Zoneの公式キャラクター「セクベア」のデザインも手掛けている。2022年には先輩である増田貴久から直接オファーを受け、NEWSのライブツアー『NEWS LIVE TOUR 2022 音楽』での増田のスニーカーのデザインも担当した。
小学生の頃から『ハリー・ポッター』シリーズの大ファン。マルフォイ役のトム・フェルトンが来日した際にはサインをもらうために6時間並び、トムから「あなたはオーラがあるから、この先もやっていけるよ！」と言われて号泣したこともある。2021年には東京ステーションギャラリーで開催された『ハリー・ポッターと魔法の歴史』展のオープニングイベントに、初めてソロでイベント出演した。

## 出演
グループでの活動についてはSexy 松（Show）やtimelesz#出演を参照。個人の活動のみを記載。
※主演作品は太字表記

### テレビドラマ
- 世にも奇妙な物語 ’17秋の特別編 短篇作品「交換」（2017年10月14日、フジテレビ） - 主演・寛太 役[14]
- 吾輩の部屋である 第8話（2017年11月7日、日本テレビ） - 運転教本 役（声の出演）[36]
- コタローは1人暮らし 第8話 - 最終話（2021年6月12日 - 6月26日、テレビ朝日） - 岩永佑 役[37]
  - 帰ってきたぞよ!コタローは1人暮らし（2023年4月15日 - 、テレビ朝日）[38]
- 記憶捜査〜新宿東署事件ファイル〜（テレビ東京） - 世条匠 役
  - 記憶捜査スペシャル2〜新宿東署事件ファイル〜（2022年6月20日）[39]
  - 記憶捜査3〜新宿東署事件ファイル〜（2022年11月4日 - 12月16日）[40]
  - 記憶捜査SP3 新宿東署事件ファイル（2025年3月10日）[41]
- 紅さすライフ（2023年7月25日 - 9月26日、日本テレビ） - 北條一馬 役[42][43]

### 配信ドラマ
- ゼロ 一獲千金ゲーム『ゼロ エピソードZERO 城山小太郎編』（2018年8月12日配信開始、Hulu） - ケイスケ 役[44][注釈 2]
- 佑どののジブン探し（2023年5月13日配信開始、TELASA） - 主演・岩永佑 役[46][47]

### コンサート
- Johnnys' Summer Paradise 2016『Hey So!Hey Yo!〜summertime memory〜』（全6公演）（2016年8月7日 - 9日、東京ドームシティホール）[48] - マリウス葉と共演[13]
- Johnnys' Summer Paradise 2017『So what? Yolo ! 』（全8公演）（2017年8月17日 - 20日、東京ドームシティホール） - マリウス葉と共演[49]

### 舞台
- Live House ジャニーズ銀座（2013年4月28日・5月12日・5月26日、シアタークリエ）[50]
- ジャニーズ銀座2015（2015年5月12日 - 5月14日、シアタークリエ）[51][52]
- ガムシャラ! サマーステーション（2015年7月23日 - 8月1日・8月7日 - 19日、EXシアター六本木）[53]
- 赤シャツ（2021年9月5日 - 20日、東京建物 Brillia HALL / 9月25日 - 28日、 森ノ宮ピロティホール） - 赤シャツの弟・武右衛門 役[5][54]
- こどもの一生（2022年4月3日 - 22日、東京芸術劇場 プレイハウス / 5月6日・7日、 COOL JAPAN PARK OSAKA WWホール / 5月18日、静岡市清水文化会館マリナート）[注釈 3] - 主演・柿沼 役[59]
- ハロルドとモード『HAROLD AND MAUDE』（2024年9月26日 - 10月10日、EX THEATER ROPPONGI / 10月17日 - 21日、森ノ宮ピロティホール） - ハロルド 役[60][61]
- おどる夫婦（2025年4月10日 - 5月4日〈予定〉、THEATER MILANO-Za / 5月10日 - 19日〈予定〉、森ノ宮ピロティホール / 5月24日・25日〈予定〉、りゅーとぴあ 新潟市民芸術文化会館 / 5月31日・6月1日〈予定〉、サントミューゼ 上田市交流文化芸術センター） - 光也 役[62]

### イベント
- 『リアルスコープハイパー』スペシャルイベント Sexy Zone 佐藤勝利 with ジャニーズJr. In お台場合衆国2013（2013年8月21日） - マリウス葉とともに特別ゲストとして出演[63]
- 『ハリー・ポッターと魔法の歴史』展 オープニングイベント（2021年12月17日）[35]
- 『松島聡 コ。展』（2023年9月27日 - 10月15日、表参道ヒルズ スペース オー）[64]
- 展覧会『マティス ― 色彩を奏でる』（2024年10月4日 - 27日、ポーラ ミュージアム アネックス） - 音声ガイド[65]
- MOUSE PEACE FES. 2024 1st Bite（2024年10月31日、パシフィコ横浜）[66]

### CM・広告
- ハウス食品「とんがりコーン」（2011年10月 - ?）[67]
- PEACH JOHN ピーチ・ジョン「グッドスリーピィパジャマ」（2022年7月 - ）[68][69] - モデル
- 静岡県観光促進事業「今こそ しずおか 元気旅」（2022年9月 - ） - しずおか元気旅大使[70]
- 三島スカイウォーク（2024年7月 - ）[71]
- Abib（2025年3月 - ） - ブランドアンバサダー[72]

## 作品

### ソロ曲
- Break out my shell（作詞：zopp、作曲：Susumu Kawaguchi・Joakim Bjornberg・Christofer Erixon（英語版））
  - Sexy Zoneのベストアルバム『Sexy Zone 5th Anniversary Best』初回限定盤Bに収録
- Mermaid（作詞：ケリー、作曲：Susumu Kawaguchi・コバヤシユウジ・佐原康太）[49]
  - Sexy ZoneのDVD&Blu-ray『Sexy Zone Presents Sexy Tour 2017 〜 STAGE』初回限定盤付きスペシャルCDに収録